# ارز جهانی
ارز جهانی (به انگلیسی: World Currency)به واحد پولی اطلاق می‌شود که در سطح بین‌المللی برای مبادلات اقتصادی، تجاری و مالی مورد استفاده قرار می‌گیرد. این ارزها معمولاً به دلیل ثبات اقتصادی کشور صادرکننده، حجم بالای تجارت بین‌المللی و اعتماد جهانی، نقش کلیدی در بازارهای مالی ایفا می‌کنند.

## بازار ارز بین‌المللی (فارکس)
بازار ارز بین‌المللی یا فارکس (Forex) بزرگ‌ترین بازار مالی جهان است که در آن ارزهای مختلف کشورها به‌صورت الکترونیکی و دیجیتالی معامله می‌شوند. این بازار به‌صورت ۲۴ ساعته و در پنج روز کاری هفته فعال است و حجم معاملات روزانه آن به تریلیون‌ها دلار می‌رسد.